# La Chapelle-du-Bois-des-Faulx
La Chapelle-du-Bois-des-Faulx is een gemeente in het Franse departement Eure (regio Normandië) en telt 460 inwoners (1999). De plaats maakt deel uit van het arrondissement Évreux.

## Geografie
De oppervlakte van La Chapelle-du-Bois-des-Faulx bedraagt 4,4 km², de bevolkingsdichtheid is 104,5 inwoners per km².
De onderstaande kaart toont de ligging van La Chapelle-du-Bois-des-Faulx met de belangrijkste infrastructuur en aangrenzende gemeenten.

## Demografie
Onderstaande figuur toont het verloop van het inwonertal (bron: INSEE-tellingen).

1. ↑  Populations de référence 2022.